# Kritu Marotu
Kritu Marotu (gr. Κρίτου Μαρόττου) – wieś w Republice Cypryjskiej, w dystrykcie Pafos. W 2011 roku liczyła 85 mieszkańców.